# Fazenda do Pocinho
A Fazenda do Pocinho é uma propriedade localizada às margens do rio Paraíba do Sul, entre as cidades de Barra do Piraí e Vassouras, sendo oficialmente pertencente ao município de Vassouras, no estado do Rio de Janeiro, no Brasil. Foi um polo cafeeiro durante seu período ativo.

## História

### Antecedentes
Sua origem se deu na década de 1820, na zona da Sesmaria do Ypiranga, local onde se localizava a Fazenda Imperial de Santa Cruz. Uma planta da fazenda foi elaborada no ano de 1831 pelo engenheiro César Cordolino.

### Histórico de posses

#### Século XIX

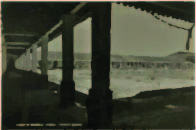
Fazenda do Pocinho: vista do pátio

A Fazenda do Pocinho foi primeiramente ocupada e posteriormente concedida a Joaquim José Pereira de Faro, o primeiro Barão do Rio Bonito. Com a sua morte, ela foi herdada pelo filho Camilo José Pereira de Faro, cujos herdeiros a venderam ao primo José Pereira de Faro, o terceiro e último Barão do Rio Bonito. Em 18 de Janeiro de 1875, a fazenda foi vendida a Joaquim Gonçalves de Moraes, posteriormente hipotecando-a ao Banco do Brasil, que tomou sua posse no ano de 1881. 
Em 22 de Maio de 1891, o Comendador Domingos Farani adquiriu a propriedade, sendo ela negociada com o Barão de Guaraciaba, Francisco Paulo de Almeida em 14 de Janeiro de 1897. O mineiro distinguia-se dos demais barões por ser o único negro, e era dono de um vasto território com fazendas que se estendiam pelo Vale do Paraíba, sendo a Fazenda do Pocinho, a sua última aquisição de propriedades cafeeiras.

#### Século XX

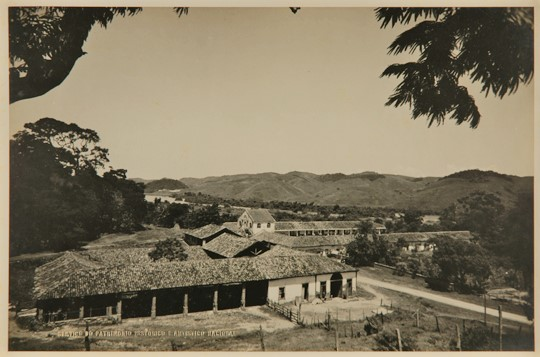
Fazenda do Pocinho: vista aérea.

Com a morte do Barão de Guaraciaba em 1901, a fazenda, com área de 327 alqueires, foi herdada por suas filhas, Mathilde e Adelina. Carlos de Almeida e Souza (Tãozinho), filho de Mathilde, e suas irmãs, Leonor, Olga, Mathilde e Helena. Administraram a fazenda até sua venda em 1989. Foi tombada como patrimônio histórico e cultural fluminense pelo Instituto Estadual do Patrimônio Cultural, em 1987. Já em 31 de Agosto de 1989, A propriedade foi vendida pelas irmãs Souza à Carlos Cézar Matoso Furtado, com a premissa de torná-la um hotel-fazenda. Porém nunca foi transformada em tal empreendimento. Foi abandonada até se transformar em ruínas.

#### Atualidade
Por motivos de negligência à manutenção do local em sua totalidade pelos proprietários atuais, a Fazenda do Pocinho atualmente encontra-se abandonada e deixada em ruínas, restando apenas o seu antigo engenho e o aqueduto. Dita situação acaba refletindo a decadência do sistema agroindustrial da região, que outrora foi um grande gerador de riquezas ao país em seu período imperial.
Diante da negligência e arruinamento, acarretando inclusive em parcial demolição do imóvel histórico sem autorização, o Ministério Público do Estado do Rio de Janeiro entrou com ação judicial contra o atual proprietário (Hotel Fazenda do Pocinho), a Prefeitura da cidade de Vassouras e o Governo do Estado do Rio de Janeiro. 

## Arquitetura

### Características

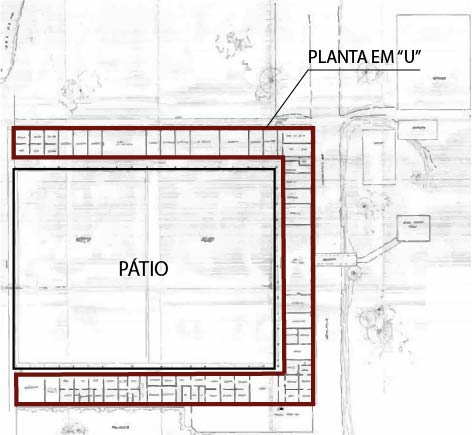
Fazenda do Pocinho: traçado regulador da edificação.

Seguindo o modelo padrão de arquitetura rural de fazendas no Vale do Paraíba, o partido arquitetônico da Fazenda do Pocinho foi elaborado na década de 1820, e tem a forma de um quadrilátero funcional, onde ao seu redor se encontram os engenhos, a casa grande, as senzalas, as tulhas, o aqueduto e os demais serviços necessários para o funcionamento da unidade. Na área onde estavam presentes os terreiros de lavagem e secagem de café da fazenda, encontra-se a planta das principais zonas da edificação. Seu traçado quadrangular segue uma forma predominante em "U".
Diferentemente das demais fazendas presentes na região, a Fazenda do Pocinho não teve a sua casa grande materializada, sendo assim, uma zona de servico foi adaptada para moradia da herdeira do Barão de Guaraciaba, Mathilde e seu esposo Joaquim Pinto e Souza, como também os filhos, que vieram do Rio de Janeiro para administrá-la. Em seu projeto idealizado, a casa grande deveria ser construída do lado oposto do engenho de café e com vista direta para o rio Paraíba do Sul. As demais composições da propriedade foram concluídas de fato.
É importante ressaltar que a propriedade é cortada até hoje pela estrada RJ 127, que atravessa as suas terras, separando a zona do quadrilátero funcional das zonas destinadas à agricultura cafeeira e também a pecuária.

### Métodos Construtivos
As principais edificações da fazenda são predominantemente elaboradas em pau-a-pique, contudo destaca-se também o uso de madeira para a construção do engenho de café, uma edificação com três pavimentos em madeira, situados dentro de uma obra clássica, recebendo notório destaque por sua altura, que faz com que a edificação se sobressaia entre todo o conjunto da fazenda. Também e percebido a utilização de pedra para a elaboração de certos elementos do conjunto, como as colunas do portão de entrada da fazenda e outras edificações.